# Нивоз

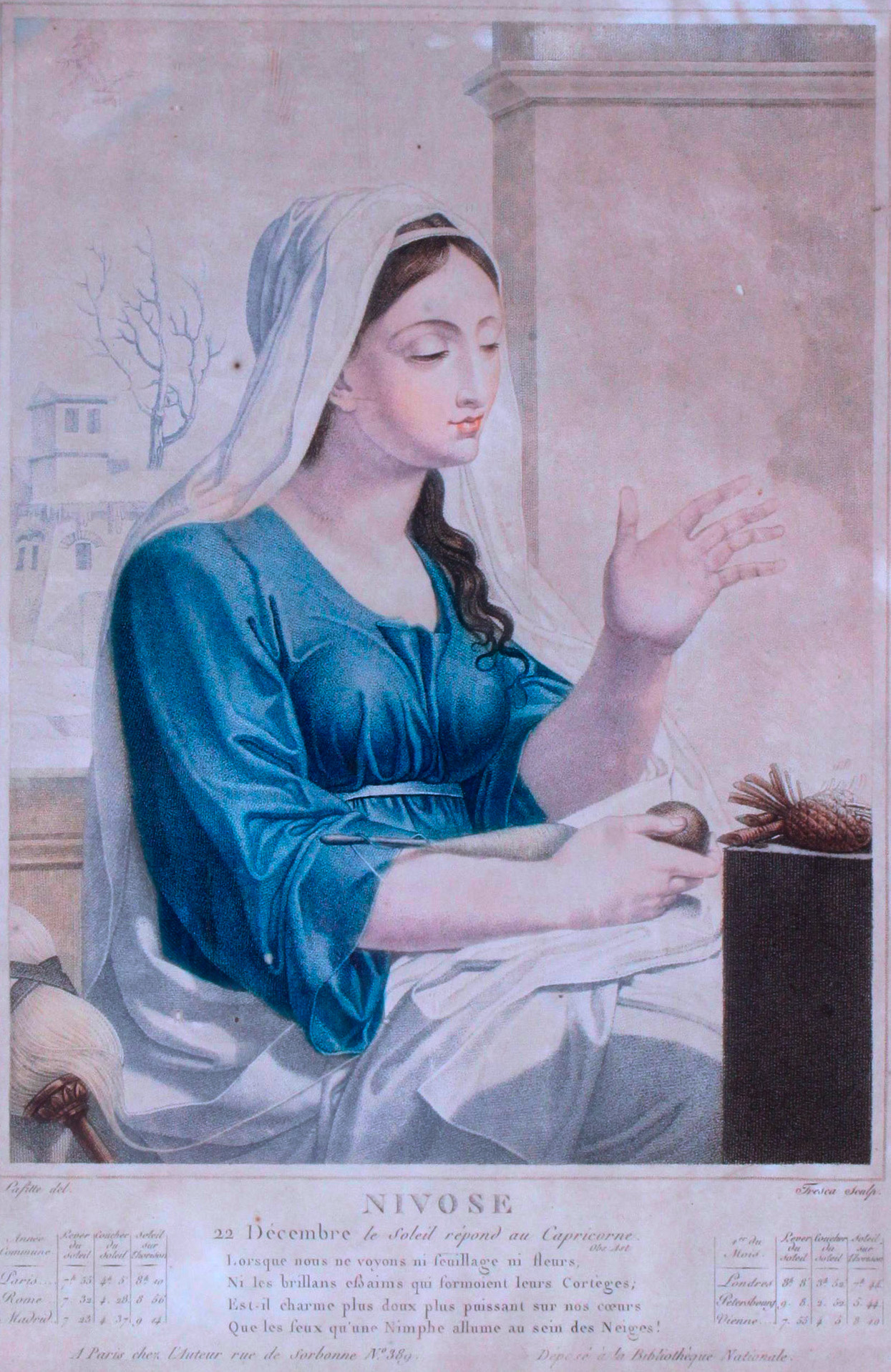
Аллегорическое изображение месяца нивоза Луи Лафит. XVIII век

Ниво́з (фр. nivôse, от лат. nivosus — снежный) — 4-й месяц (21/23 декабря — 19/21 января) французского республиканского календаря, действовавшего с октября 1793 по 1 января 1806 года.
Это первый месяц зимнего квартала. Его название происходит от снега (фр. la neige), «который убеляет землю зимой». Оно было предложено Фабром д'Эглантином на заседании Национального конвента 3 брюмера II года (24 октября 1793 года). Дни месяца получили название не сельскохозяйственных растений, а минералов, применяемых в сельском хозяйстве, поскольку «в это время земля отдыхает и нет характерных сельскохозяйственных продуктов». Традиционно, пятому дню (Quintidi) было приписано название домашнего животного, Chien (собака), а десятому (Decadi) — сельскохозяйственного орудия, Fléau (цеп). Пятнадцатый день назывался Lapin (кролик), а двадцать пятый — Chat (кошка).